# Elecciones parlamentarias de Israel de 2015
Las elecciones parlamentarias de Israel de 2015 se llevaron a cabo el 17 de marzo de 2015 de manera anticipada.
El gobierno israelí fue disuelto en diciembre de 2014, luego de una serie de desencuentros al interior de la coalición gobernante respecto al presupuesto y la propuesta de un "Estado judío". El Partido Laborista y Hatnuah formaron una coalición, llamada Unión Sionista, con la esperanza de derrotar al Likud, que lideró la anterior coalición gobernante con Israel Beitenu, Yesh Atid, La Casa Judía y Hatnuah.

## Resultados
|  | 23.4 % |

|  | 18.7 % |

|  | 10.6 % |

|  | 8.82 % |

|  | 7.5 % |

|  | 6.7 % |

|  | 5.7 % |

|  | 5.1 % |

|  | 5.0 % |

|  | 3.9 % |

|  | 3.0 % |

|  | 1.1 % |

|  | 0.1 % |

|  | 0.1 % |

|  | 0.1 % |

|  | 0.0 % |

|  | 0.0 % |

|  | 0.0 % |

|  | 0.0 % |

|  | 0.0 % |

|  | 0.0 % |

|  | 0.0 % |

|  | 0.0 % |

|  | 0.1 % |

|  | 0.1 % |

|  | 99.0 % |

|  | 1.0 % |

|  | 100.00 % |

|  | 72.3 % |

1: Likud e Yisrael Beiteinu se presentaron juntos en las elecciones anteriores. Para la variante de escaños se toman los escaños obtenidos en forma separada por los partidos dentro de la alianza.
2: Unión Sionista es la unión de HaAvodá y Hatnuah. Para la variante de escaños se tomó la suma de los escaños de ambos partidos en la elección anterior.
3: Lista Conjunta es la unión de Ra'am-Ta'al, Hadash y Balad. Para la variante de escaños se tomó la suma de los escaños de ambos partidos en la elección anterior.